# Lindensee (Rüsselsheim)
Der Lindensee ist ein See in der Gemarkung Rüsselsheim am Main im Landkreis Groß-Gerau in Hessen.

## Geographie
Der Lindensee liegt zwischen Rüsselsheim am Main im Westen und Mörfelden-Walldorf im Osten fast 2 km nordöstlich des Rüsselsheimer Ortsteils Haßloch im Rüsselsheimer Stadtwald. Ursprünglich ganz flach, erhielt der Lindensee durch Kiesabbau ab den 1970er Jahren seinen jetzigen Umfang. Er ist Brutgebiet für Wasservögel und Rastplatz von Zugvögeln.
Der See ist ca. 500 m lang und ca. 180 m breit. Er hat eine Fläche von ca. 8 ha.
Gespeist wird der Lindensee durch mehrere kleine Bäche, er entwässert süd- und dann südostwärts zum Gundbach etwa gegenüber dem Jagdschloss Mönchbruch.